# Yūsuke Kikui
Yūsuke Kikui (japanisch 菊井 悠介 Kikui Yūsuke; * 17. September 1999 in der Präfektur Osaka) ist ein japanischer Fußballspieler.

## Karriere
Yusuke Kikui erlernte das Fußballspielen in der Schulmannschaft der Osaka Toin High School (English for the high school of the combined 大阪桐蔭中学校・高等学校 Ōsaka-Tōin-chūgakkō/kōtō-gakkō in Osaka City) sowie in der Universitätsmannschaft der Ryūtsū-Keizai-Universität. 2018 spielte er für den Ryutsu Keizai University FC in der fünften Liga, der Kanto Soccer League (Div.1). 2019 spielte er mit Ryutsu Keizai Dragons Ryugasaki in der vierten Liga. Am Ende der Saison musste er mit dem Verein in die Kanto Soccer League (Div.1) absteigen. Für die Dragons absolvierte er insgesamt 19 Ligaspiele. Am 1. Februar 2022 unterschrieb er seinen ersten Vertrag beim Matsumoto Yamaga FC. Der Verein aus Matsumoto, einer Stadt in der Präfektur Nagano, spielte in der dritten japanischen Liga. Sein Drittligadebüt gab Yusuke Kikui am 13. März 2022 (1. Spieltag) im Auswärtsspiel gegen Kamatamare Sanuki. Hier wurde er nach der Halbzeitpause für Ryūhei Yamamoto eingewechselt. Yamaga gewann das Spiel 2:1. In seiner ersten Profisaison bestritt er 32 Ligaspiele.